# 魏雙鳳
魏双凤，字雝伯，又字阳伯，直隸获鹿人，清朝官员、同進士出身。

## 生平
順治十五年（1658年）登戊戌科進士，官至宗人府宗正。著有《南游草》。